# Hermanville-sur-Mer
Hermanville-sur-Mer – miejscowość i gmina we Francji, w regionie Normandia, w departamencie Calvados.
Według danych na rok 1990 gminę zamieszkiwały 2113 osoby, a gęstość zaludnienia wynosiła 262 osoby/km² (wśród 1815 gmin Dolnej Normandii Hermanville-sur-Mer plasuje się na 90. miejscu pod względem liczby ludności, natomiast pod względem powierzchni na miejscu 645.).